# Gleisòlas
Églisolles és un municipi francès situat al departament del Puèi Domat i a la regió d'Alvèrnia-Roine-Alps. L'any 2007 tenia 246 habitants.

## Demografia

### Població
El 2007 la població de fet d'Églisolles era de 246 persones. Hi havia 116 famílies de les quals 36 eren unipersonals (20 homes vivint sols i 16 dones vivint soles), 40 parelles sense fills, 28 parelles amb fills i 12 famílies monoparentals amb fills.
La població ha evolucionat segons el següent gràfic:
Habitants censats

### Habitatges
El 2007 hi havia 313 habitatges, 117 eren l'habitatge principal de la família, 168 eren segones residències i 28 estaven desocupats. Tots els 313 habitatges eren cases. Dels 117 habitatges principals, 108 estaven ocupats pels seus propietaris, 5 estaven llogats i ocupats pels llogaters i 4 estaven cedits a títol gratuït; 3 tenien una cambra, 4 en tenien dues, 16 en tenien tres, 43 en tenien quatre i 51 en tenien cinc o més. 47 habitatges disposaven pel capbaix d'una plaça de pàrquing. A 66 habitatges hi havia un automòbil i a 38 n'hi havia dos o més.

### Piràmide de població
La piràmide de població per edats i sexe el 2009 era:
| Homes | Edats   | Dones |
| ----- | ------- | ----- |
| 0     | 95 o +  | 0     |
| 0     | 90 a 94 | 0     |
| 8     | 85 a 89 | 8     |
| 0     | 80 a 84 | 4     |
| 4     | 75 a 79 | 4     |
| 8     | 70 a 74 | 0     |
| 20    | 65 a 69 | 16    |
| 12    | 60 a 64 | 12    |
| 8     | 55 a 59 | 12    |
| 8     | 50 a 54 | 0     |
| 8     | 45 a 49 | 8     |
| 8     | 40 a 44 | 8     |
| 8     | 35 a 39 | 4     |
| 16    | 30 a 34 | 4     |
| 0     | 25 a 29 | 8     |
| 4     | 20 a 24 | 0     |
| 4     | 15 a 19 | 4     |
| 4     | 10 a 14 | 8     |
| 0     | 5 a 9   | 4     |
| 0     | 0 a 4   | 4     |

## Economia
El 2007 la població en edat de treballar era de 132 persones, 80 eren actives i 52 eren inactives. De les 80 persones actives 72 estaven ocupades (44 homes i 28 dones) i 8 estaven aturades (2 homes i 6 dones). De les 52 persones inactives 28 estaven jubilades, 8 estaven estudiant i 16 estaven classificades com a «altres inactius».

### Ingressos
El 2009 a Églisolles hi havia 130 unitats fiscals que integraven 276 persones, la mediana anual d'ingressos fiscals per persona era de 15.346 €.

### Activitats econòmiques
Dels 11 establiments que hi havia el 2007, 2 eren d'empreses de fabricació d'altres productes industrials, 4 d'empreses de construcció, 1 d'una empresa de comerç i reparació d'automòbils, 2 d'empreses de transport, 1 d'una empresa d'hostatgeria i restauració i 1 d'una empresa de serveis.
Els 4 serveis als particulars que hi havia el 2009 eren fusteries.
L'any 2000 a Églisolles hi havia 26 explotacions agrícoles que ocupaven un total de 344 hectàrees.

## Equipaments sanitaris i escolars
El 2009 hi havia una escola elemental integrada dins d'un grup escolar amb les comunes properes formant una escola dispersa.

## Poblacions més properes
El següent diagrama mostra les poblacions més properes.